# Srboljub Krivokuća
Srboljub Krivokuća (in serbo Србољуб Кривокућа?; Ivanjica, 14 marzo 1928 – 22 dicembre 2002) è stato un allenatore di calcio e calciatore jugoslavo.

## Carriera

### Giocatore

#### Club
Debutta da professionista nel 1948 nella formazione della città natale dello Javor Ivanjica, dove rimane una sola stagione passando poi al Budućnost Titograd.
Nella stagione 1952-1953 passa alla Stella Rossa di Belgrado, dove resta per cinque stagioni e mezza, e con cui vince tre campionati della RSF di Jugoslavia.
Nel 1959 chiude la stagione al Vojvodina Novi Sad. Ritorna quindi a Belgrado, sponda OFK di Belgrado con cui vince la Coppa di Jugoslavia 1962.
Si trasferisce quindi nella Germania occidentale, al Wormatia Worms, con cui retrocede in Zweite Liga al termine della stagione 1962-1963.
Rientrato in patria si accasa nuovamente alla Stella Rossa di Belgrado, prima di chiudere la carriera, nel 1967 al Radnički Kragujevac.

#### Nazionale
Con la Nazionale jugoslava vanta 7 presenze e la partecipazione ai Mondiali del 1958 e ai Mondiali del 1962.

### Allenatore
Appese le scarpette al chiodo iniziò la carriera di allenatore in formazioni minori di Aranđelovac e Majdanpek, prima di trasferirsi per due anni in Kuwait.
Ritornato in patria assunse la guida del Šumadija 1903 e del Radnički Kragujevac.
Nel 1984 venne scelto Ivan Toplak da come allenatore dei portieri della nazionale olimpica jugoslava alle Olimpiadi del 1984.

## Palmarès
- Campionati della RSF di Jugoslavia: 3

Stella Rossa: 1952-1953, 1955-1956, 1956-1957
- Coppe di Jugoslavia: 1

OFK Belgrado: 1961-1962